# Coelopencyrtus bekiliensis
Coelopencyrtus bekiliensis är en stekelart som först beskrevs av Jean Risbec 1952.  Coelopencyrtus bekiliensis ingår i släktet Coelopencyrtus och familjen sköldlussteklar. Inga underarter finns listade i Catalogue of Life.